# Les Envolées
Les Envolées (Desenfrenadas) est une série télévisée dramatique mexicaine mise en ligne sur Netflix le 28 février 2020. Les actrices principales sont Tessa Ía, Bárbara López, Lucía Uribe et Coty Camacho.
La série a été créée et produite par Diego Martínez Ulanosky (es). Ulanosky a également réalisé sept des dix épisodes, les trois autres étant réalisés par Julio Hernández Cordón et Elisa Miller.

## Synopsis
Trois amies riches, Rocío, Vera et Carlota, décident de faire un road trip à Oaxaca et rencontrent en chemin une inconnue qui change leur vie.

## Distribution
- Tessa Ía (VF : Marie Bouvet) : Vera, une blogueuse de mode insouciante
- Bárbara López (VF : Ludivine Maffren) : Rocío, médecin
- Lucía Uribe (VF : Diane Kristanek) : Carlota, une blogueuse féministe juive
- Coty Camacho (VF : Kelly Marrot) : Marcela, une petite criminelle en fuite
- Fernando Ciangherotti : Ignacio, le père de Rocío et médecin
- Tomas Ruiz (VF : Adrien Larmande) : Juanpi, le fiancé de Rocío
- Camila Valero : Sofía, la sœur décédée de Rocío et ancienne ballerine
- Diego Calva (VF : Donald Reignoux) : Joshua, l'ex-petit ami de Marcela
- Gabriel Chávez : Sapo, un trafiquant de drogue à la recherche de Marcela
- Estefanía Leal (VF : Laetitia Godez) : Zoé

## Épisodes
1. Je veux me tirer d'ici (Me quiero ir a la v**ga)
2. Une question de privilège (Checa tu privilegio)
3. Ça passe, ça casse ou ça calme (Lo que te choca, te checa)
4. Le pacte du lycée (Pacto de secundaria)
5. Des problèmes de riches (Problemas del primer mundo)
6. Comme un ouragan (Mujeres tormenta)
7. Les couchers de soleil que j'ai offert à mes sœurs (Los atardeceres que le regalé a mis hermanas)
8. Regrets, remords et gueule de bois (La cruda es el mejor atajo para el fracaso)
9. Prends-moi comme je suis (Acepta mi existencia o espera la resistencia)
10. Jusqu'au cou (Huevos)